# مؤمنة كامل
مؤمنة عبد الوهاب كامل أو كما تعرف بـمؤمنه كامل أستاذ متفرغ بكلية الطب جامعة القاهرة, رئيس مجلس إدارة واحد من أكبر معامل التحاليل في مصر معمل المختبر وأول سيدة تتولي أمين عام الحزب الوطنى في محافظات مصر.

## الحياة العملية
خدمت في بداية حياتها بالجيش المصري وخرجت منه برتبه عقيد ثم شغلت عضوية مجموعة الشرق الأوسط وشمال أفريقيا للقضاء على الالتهاب الكبدي "ب" التابعة لمنظمة الصحة العالمية، ولعبت الدكتورة مؤمنة كامل دورا مهما في الأبحاث التي ساهمت في استخدام المعالجة بالإماهة الفموية وخفض معدل الوفيات نتيجة للإصابة بمرض الاسهال، وذلك بحكم منصبها كاستشاري السيطرة على أمراض الإسهال في مصر واستشاري البرنامج الوطني للسيطرة على أمراض الإسهال والمعاجلة بالإماهة الفموية في مصر،أحد مؤسسي معامل المختبر عام 1979 وهي رئيس مجلس إدارته وفي نوفمبر 2014 انتخبت أميناً عاماً لمجلس إدارة الهلال الأحمر المصرى, وفي ديسمبر من العام نفسه منحها الرئيس عبد الفتاح السيسي وسام العلوم والفنون من الدرجة الأولي.

## الحياة السياسية
عملت عضوا بمجلس الشعب عن الحزب الوطني في محافظة 6 أكتوبر في برلمان 2010 ولم تستمر تجربتها البرلمانية الأولي سوى أيام معدودة ثم تم حل البرلمان مع قيام ثورة 25 يناير.، وهي أول امرأة تشغل منصب أمين محافظة في الحزب الوطنى

## قضايا مثيرة للجدل
حكم عليها بالحبس شهراً وتغريمها 10 الاف جنيه في تهمة سب أحد القضاة، ووصفه بأوصاف غير لائقة أثناء رئاستة للجنة انتخابات مجلس الشعب عام 2010
في ديسمبر 2010 قضت محكمة القضاء الإداري ببطلان فوز مؤمنة كامل عن مقعد الكوتة بـ6 أكتوبر بسبب التزوير
قيل عنها: استغلت نفوذها في إجبار العديد من المؤسسات الرسمية علي توقيع عقد حصري معهم لإجراء التحاليل الطبية في معاملها [بحاجة لمصدر]